# فرناندو يورينتي ماناس
فرناندو يورينتي ماناس (بالإسبانية: Fernando Llorente Mañas)‏ (من مواليد 18 سبتمبر 1990، في شقوبية، منطقة قشتالة وليون) هو لاعب كرة قدم إسباني محترف، يلعب لنادي ساباديل في دوري الدرجة الثانية الإسباني، في مركز خط الوسط.

## وصلات خارجية
- فرناندو يورينتي ماناس على موقع قاعدة بيانات كرة القدم.إي يو (الإنجليزية)
- فرناندو يورينتي ماناس على موقع Soccerway.com (الإنجليزية)
- فرناندو يورينتي ماناس على موقع عالم كرة القدم.نت (الإنجليزية)
- فرناندو يورينتي ماناس على موقع AS.com (الإسبانية)

- BDFutbol profile
- Futbolme profile (بالإسبانية)
- Transfermarkt profile